# Saint-Amans-Soult
Saint-Amans-Soult is een gemeente in het Franse departement Tarn (regio Occitanie) en telt 1672 inwoners (1999). De plaats maakt deel uit van het arrondissement Castres.

## Geografie
De gemeente ligt in de vallei van de Thoré tussen de Montagne Noire in het zuiden en de Monts de Lacaune in het noorden. Zij ligt ook halfweg op de wegverbinding Toulouse - Béziers.
De oppervlakte van Saint-Amans-Soult bedraagt 25,0 km², de bevolkingsdichtheid is 66,9 inwoners per km².

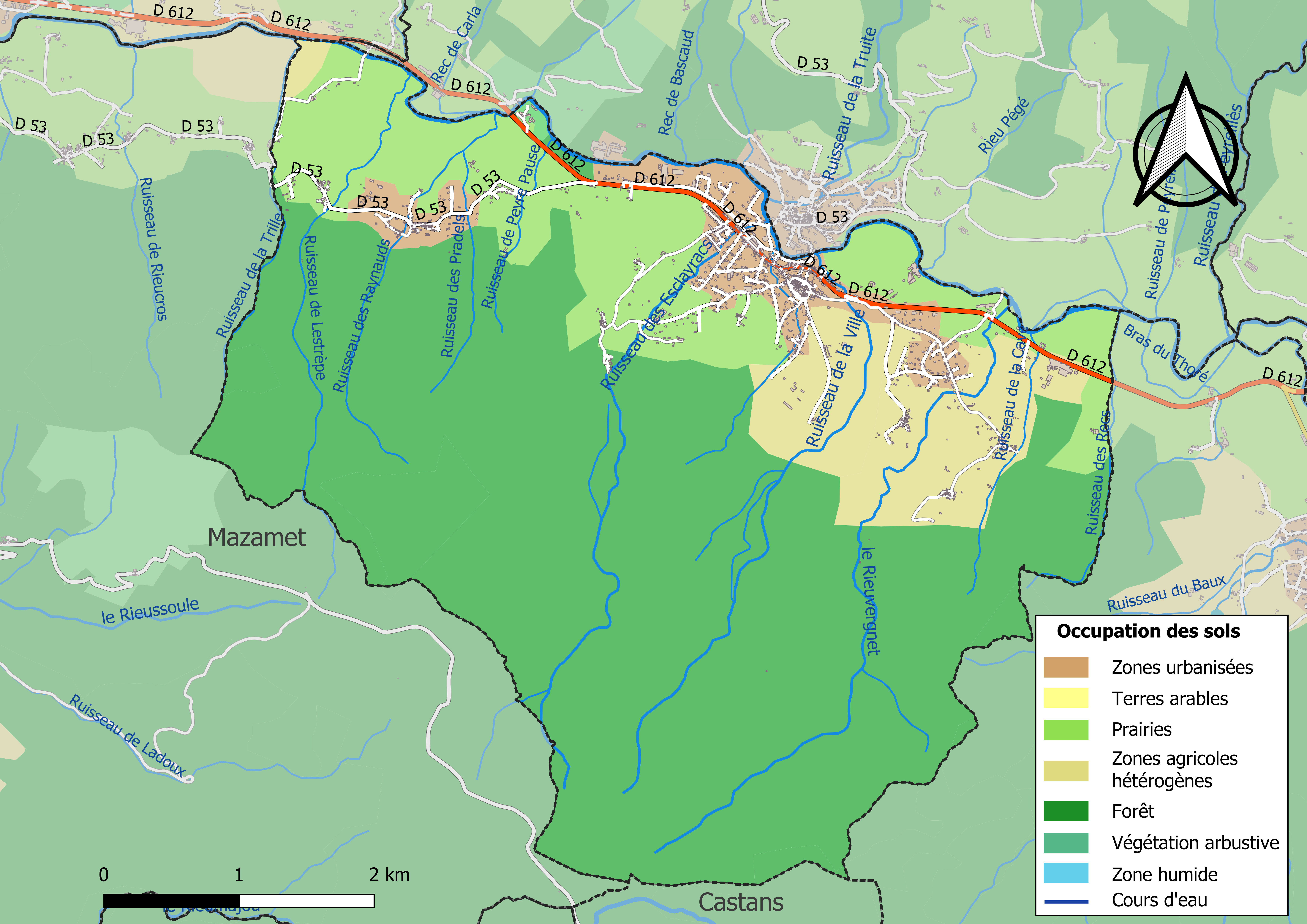
Kaart van de gemeente met de belangrijkste infrastructuur, bodemgebruik en omliggende gemeenten

## Geschiedenis
De oorspronkelijke naam van de gemeente was Saint-Amans-la-Bastide maar was in 1851 vernoemd naar de aldaar geboren (en overleden) Maarschalk Nicolas Jean-de-Dieu-Soult die diende onder Napoleon Bonaparte.

## Demografie
Onderstaande figuur toont het verloop van het inwonertal (bron: INSEE-tellingen).